# М19 (ЗСУ)
М19 (зенітна самохідна установка) (англ. M19 Multiple Gun Motor Carriage) — зенітна самохідна установка США часів Другої світової війни, створена на базі шасі легкого танка M24 Chaffee. Озброєння ЗСУ — здвоєна установка 40-мм автоматичних гармат Bofors L60.

## Історія
M19 розроблялася на замовлення армії США на базі наявного легкого танка. Військам була потрібна бойова машина на базі легкого танка M5 Stuart з двома 40-мм гарматами Bofors, яка могла б рухатися в колонах або бойових порядках одночасно з наявною бронетехнікою різних типів, забезпечуючи їм протиповітряну оборону. Попередні дослідження показували, що обрані шасі і гармати здатні вирішувати поставлені завдання. Проєкт нової ЗСУ отримав позначення T65 Multiple Gun Motor Carriage.
Однак незабаром цей проєкт був скасований. У квітні 1943 року командування армії США ухвалило рішення розпочати новий проєкт, який отримав умовну назву Light Combat Team. В рамках цієї програми планувалося створити ціле сімейство нової бронетехніки різного призначення на базі новітнього легкого танку M24 Chaffee. У зв'язку зі змінами планів було вирішено переробити кілька поточних проєктів, у тому числі і T65. Новий варіант цієї ЗСУ отримав позначення T65E1.
Для задоволення вимог щодо розміщення двох 40-мм гармат шведського виробництва було створене змінене шасі танка «Чаффі» з необхідним компонуванням. Воно зберегло деякі загальні риси базової машини, але T65E1 отримало ряд помітних відмінностей.
T65E1 озброїли двома 40-мм автоматичними гарматами M2 фірми Bofors. Гармати оснащувалися гідравлічними і ручними механізмами наведення. Обертання всієї башти забезпечувало кругове наведення по горизонталі. Механізми вертикального наведення дозволяли вести вогонь з кутами піднесення від -3 ° до + 85 °. Максимальна швидкість горизонтального наведення досягала 40 °/секунду, вертикального — 25 °/сек. Для наведення зброї використовувалися приціли типів M13, M23 і M24, розташовані праворуч і ліворуч від блоку гармат.
На початку 1944 року був побудований перший прототип ЗСУ T65E1, який незабаром відправили на Абердинський полігон.
14 червня 1944 року нова бойова машина була прийнята на озброєння під позначенням M19 Multiple Gun Motor Carriage. Незабаром з'явився перший контракт з компанією Cadillac на серійне будівництво нової техніки в кількості 904 одиниць.
Загалом до кінця війни було побудовано тільки 285 самохідних зенітних установок, тобто менше третини від замовлення. Втім, з огляду на припинення боїв і відсутність необхідності в подальшому масового виробництва подібної техніки було вирішено відмовитися від нових поставок.
Проте, M19 все ж брали участь у боях в Європі, хоча і не в запланованій ролі. Вони нерідко використовувалися як додатковий засіб вогневої підтримки сухопутних військ. Характеристики гармат «Бофорс» дозволяли з певною ефективністю обстрілювати споруди, зміцнення, техніку і живу силу противника з великих відстаней і тим самим допомагати наступаючим підрозділам. У підсумку до кінця Другої світової в Європі основним завданням зенітних установок була атака наземних цілей.
Модифікована версія M19A1 MGMC взяла участь у Корейській війні. В цьому конфлікті, як і під час Другої світової, зенітним самохідним установкам часто доводилося грати роль польової артилерії.